# Skvernyj anekdot
Skvernyj anekdot (Скверный анекдот) è un film del 1966 diretto da Aleksandr Aleksandrovič Alov e Vladimir Naumovič Naumov.